# شی‌آن
با چانگ‌آن (پایتخت امپراتوری هان) اشتباه نشود.
شی‌آن و نیزشیان و سیان (به چینی: 西安) (به انگلیسی: Xi'an) یکی از شهرهای کشور جمهوری خلق چین است. این شهر از قدمت تاریخی و فرهنگی بالایی برخوردار است. جمعیت آن در سال ۲۰۰۸ میلادی برابر ۴٬۳۰۵٬۵۳۶ نفر تخمین زده شده‌است. این شهر مرکز استان شِنشی است. جمعیت آن با حومه بیش از هشت میلیون و دویست و پنجاه هزار نفر است. نام قدیم این شهر چانگ آن بوده است.
این شهر یکی از مراکز شکل‌گیری تمدن در شرق آسیا است. شیان با حدود ۳۶۰۰ سال قدمت، چهارهزار اثر تاریخی در خود دارد و دومین جایگاه در میان مراکز  فناوری‌ پیشرفته کشور چین را به خود اختصاص داده است.شیان نیز به‌واسطه قدمت تاریخی و نیز ارتباط گسترده تاریخی ایران و چین در طول ادوار مختلف، از اولین شهرهایی بود که به خواهرخواندگی شهر اصفهان درآمد. نوع ساخت‌وساز و شخصیت‌های برجسته هنری و فرهنگی هر دو شهر باعث ایجاد تمایل به همکاری‌های گسترده و درنتیجه خواهرخواندگی این دو شهر شد. شیان و اصفهان ازجمله شهرهای تاریخی در مسیر جاده باستانی ابریشم هستند و در تاریخ، فرهنگ، فرهنگ‌عامه و معماری تشابه‌های فراوانی دارند که این موضوع‌ها، عامل اصلی همکاری دوستانه میان آن‌ها می باشد.
اولین پیمان خواهرخواندگی اصفهان در اردیبهشت ۱۳۶۸ و با شهر شیان چین منعقد شد.بر اساس این پیمان، هر دو شهر در بخش‌های فرهنگی، تاریخی، عمرانی و غیره با هم همکاری کرده و نتیجه آن برای هر دو طرف تغییرات و تحولاتی گردید. شیان پایتخت مهم‌ترین سلسله‌های تاریخ چین و آغاز راه ابریشم بوده است.

## تاریخچه
شی‌آن در دشت گوان ژانگ واقع شده‌است و مرکز استان شِنشی در مرکز چین است. این شهر بیش از سه هزار سال قدمت دارد و یکی از چهار پایتخت باستانی چین به‌شمار می‌آید. در میان چهار پایتخت باستانی جهان نیز از قدیمی‌ترین‌ها به‌شمار می‌آید. این شهر پایتخت برخی از مهم‌ترین سلسله‌های تاریخ چین همچون Western Zhou, Qin, Western Han, Sui و Tang بوده‌است. شی‌آن پایانه شرقی جاده ابریشم بوده‌است. قرار گرفتن در مسیر جاده ابریشم، سبب شد تا این شهر نقش مهمی در تجارت بین‌المللی داشته باشد.

## گردشگری
- موزه ارتش تراکوتا که در فهرست میراث جهانی یونسکو قرار دارد. این شهر خواهر خوانده اصفهان می‌باشد.
- دیوار تاریخی شهر شی‌آن
- مقبره چین شی هوان در ۳۰ کیلومتری شرق شهر شی‌آن.[۴]

## مترو
متروی شی‌آن در سال ۲۰۱۱ تأسیس شده و هم‌اکنون دارای ۳ خط و ۶۶ ایستگاه می‌باشد.

## نگارخانه

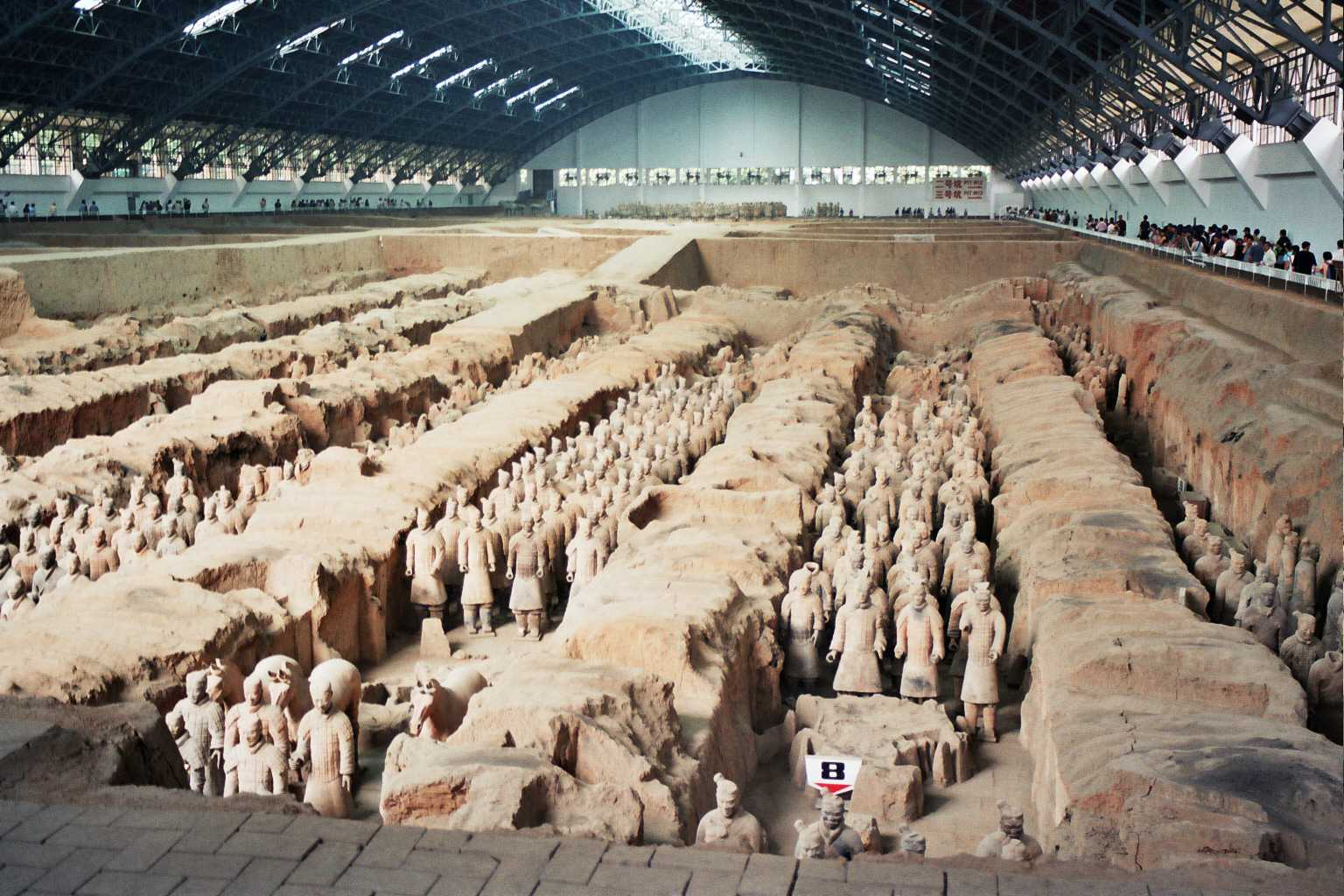
موزه ارتش تراکوتا
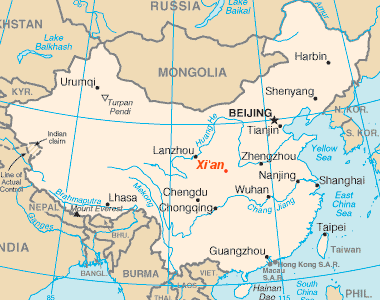
شی‌آن در مرکز چین قرار گرفته‌است
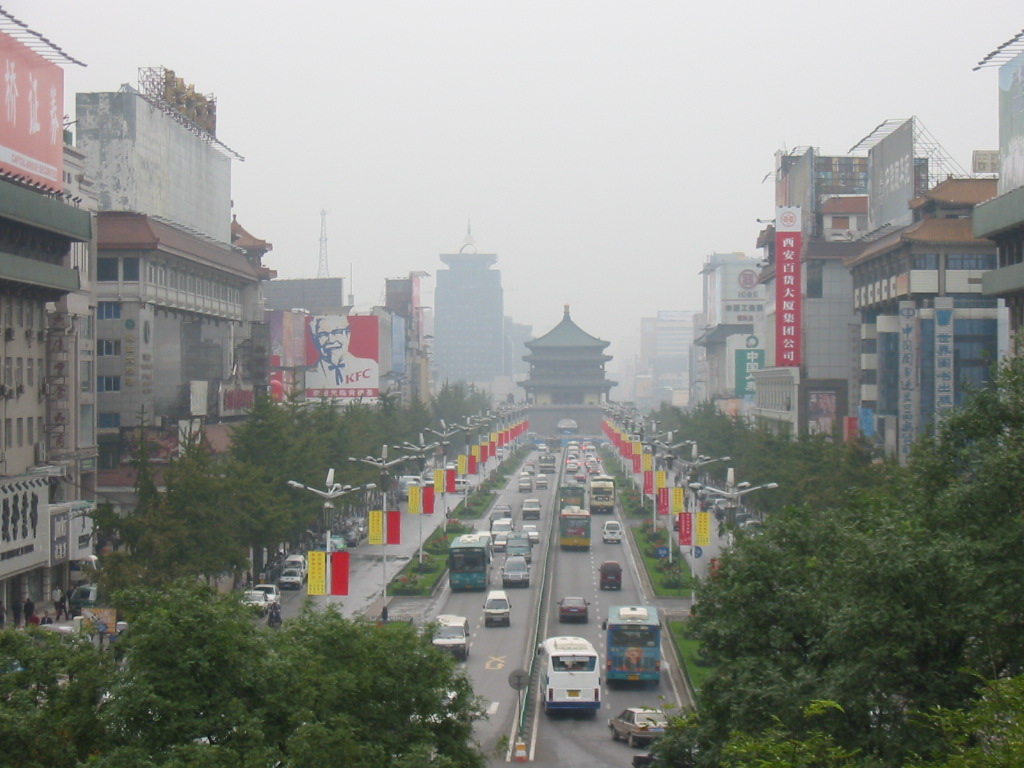
مرکز شهر شی‌آن و برج ساعت